# Epitaph für Jörg Wurmrauscher und seine Frau Margarete

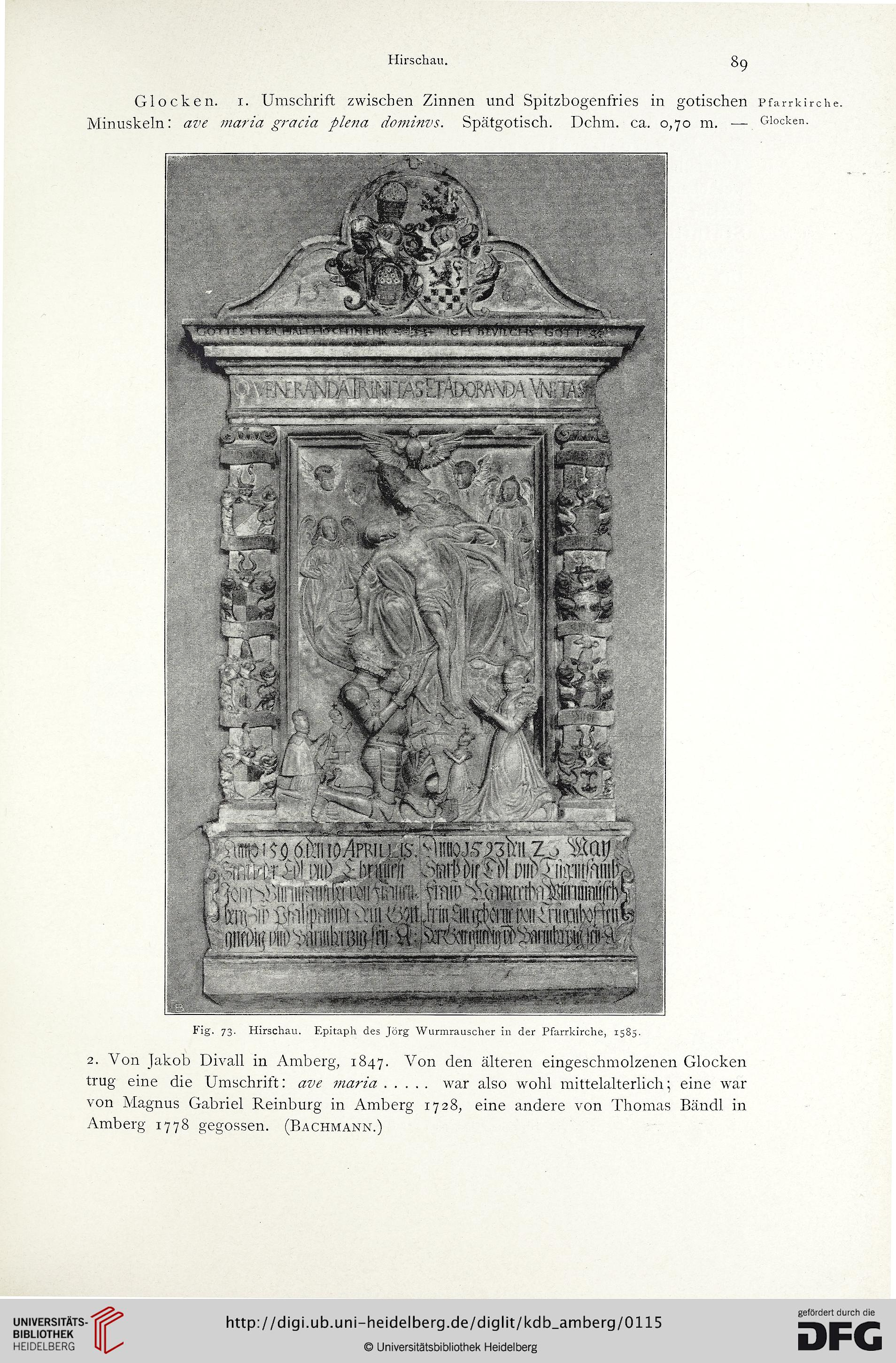
Epitaph für Jörg Wurmrauscher und seine Frau Margarete in Hirschau (Foto um 1908)

Das Epitaph für Jörg Wurmrauscher und seine Frau Margarete in der katholischen Pfarrkirche Mariä Himmelfahrt in Hirschau, einer Stadt im Oberpfälzer Landkreis Amberg-Sulzbach in Bayern, wurde im 16. Jahrhundert geschaffen. Das Epitaph ist als Teil der Kirchenausstattung ein geschütztes Baudenkmal.
Das 1,87 Meter hohe und 87 cm breite Epitaph aus Kalkstein an der Chorwand rechts des Altars für Jörg Wurmrauscher von Frauenberg zu Pfalzpaint († 19. April 1596) und seiner Frau Margarete († 23. Mai 1593), geborene von Trugenhofen, wird von zwei Pilastern mit je vier farbig gefassten Ahnenwappen gerahmt. Den oberen Abschluss bildet ein Schweifgiebel mit Allianzwappen und der Jahreszahl 1585. 
Darunter steht

„Gottes Ehr halt hoch in Ehr
Ich bevilchs [befehle es] Gott“

und über dem Reliefbild

„O VENERANDA TRINITAS ET ADORANDA VNITAS“

„O verehrungswürdige Dreifaltigkeit und anbetungswürdige Einheit“

In der Mitte ist ein Relief des Gnadenstuhls zu sehen, vor dem die Familie mit ihren drei Kindern kniet. Das Kreuz über dem Kopf von zwei Kindern soll ausdrücken, dass diese bereits gestorben waren.
Den unteren Abschluss bildet eine Inschriftentafel mit den Namen und Lebensdaten der Verstorbenen.